# Владешти (Васлуј)
Владешти (рум. Vlădești) насеље је у Румунији у округу Васлуј у општини Богданешти. Oпштина се налази на надморској висини од 141 m.

## Становништво
Према подацима из 2002. године у насељу је живело 102 становника, од којих су сви румунске националности.